# Auensee (Leipzig)
Der Auensee ist ein etwa 12 Hektar großer See im Nordwesten der Stadt Leipzig im Stadtteil Wahren mit einer Parkanlage. Der See ist Teil des Auenwaldes, der sich ringsum und durch Leipzig erstreckt. Treffpunkt für Kultur und Konzerte ist dort das Haus Auensee.

## Gewässer

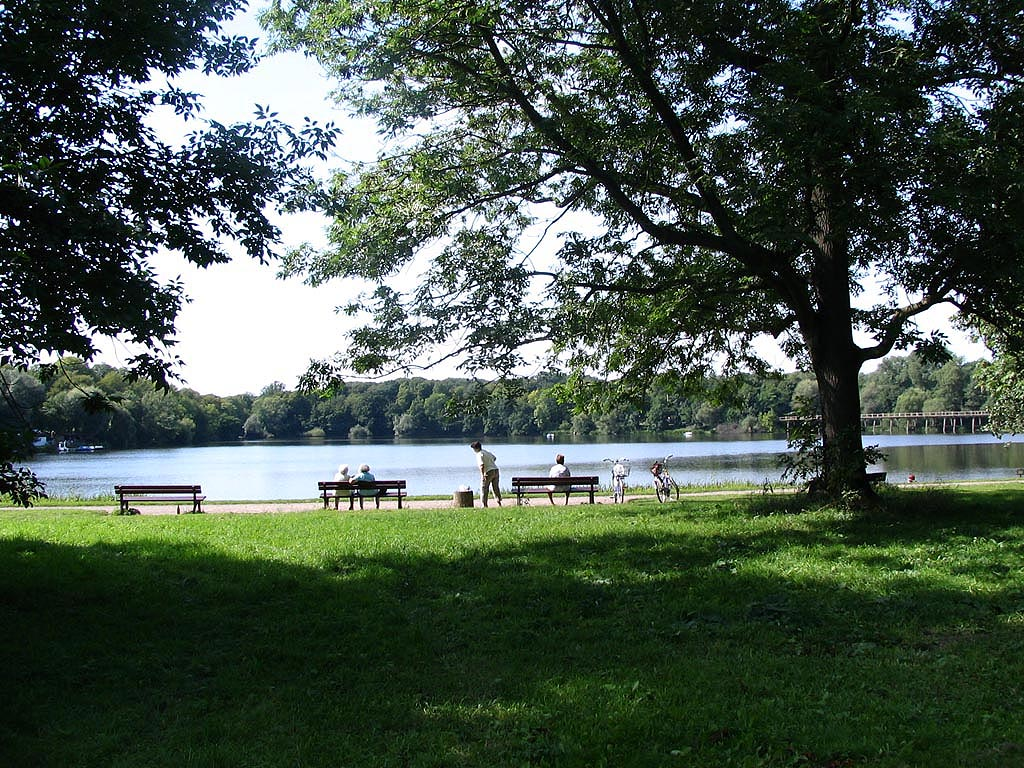
Auensee, Ostufer

Der Auensee liegt zwischen der Weißen Elster und der Neuen Luppe. Er entstand aus einer Kiesgrube, in welcher durch die Firma Willybald Hoffmann der Kies für den Bau des Leipziger Hauptbahnhofs abgebaut wurde. 1908 plante die Bank für Grundbesitz Leipzig, diese Grube in eine „große Wasseranlage“ mit einem Park für Vergnügungszwecke umzuwandeln. Die Grube wurde deshalb ab 1913 mit dem Hundewasser, einem Nebenarm der Weißen Elster, verbunden und geflutet, wobei sie stark verschlammte. Das so entstandene Gewässer erhielt den Namen „Auensee“. Das Hundewasser berührte  den Auensee an seinem Nordufer und sorgte somit für Zu- und Abfluss. Durch den 1934 fertiggestellten Bau der Neuen Luppe wurde das Hundewasser allerdings unterbrochen und im selben Jahr zugeschüttet. Seitdem hat der See keine Zu- und Abflüsse mehr, sondern wird durch Grundwasser gespeist.
Die mittlere Tiefe des Sees liegt bei 3 Metern, die tiefste Stelle beträgt 8 Meter. Der See besitzt vorwiegend Steilufer mit verschiedenen Laubbäumen (Weiden-, Birken- und Buchengewächse). Lediglich das Ost- und Nordostufer sind flach und ohne Baumbestand.
Der Pflanzenbewuchs umfasst verschiedene Sumpf- und Wasserpflanzen, vor allem Rohr- und Igelkolben, Laichkrautgewächse sowie Süß- und Sauergräser.
Die Wasserqualität des Auensees war ab Ende der 1970er Jahre bedenklich, so dass 1979 sogar ein Badeverbot wegen Salmonellengefahr verhängt werden musste, welches bis heute besteht. Sie hat sich in den letzten Jahren zwar wieder verbessert, der See ist aber als hypertroph einzuschätzen, sein Zustand instabil und die Sichttiefe liegt unter einem Meter.
Der See beherbergt Karpfen, Hechte, Zander, Aale und verschiedene Weißfische. Der See ist vom Deutschen Anglerverband gepachtet und wird vom Angelverein Leipzig-Gohlis e. V. gepflegt.
Anfang August 2008 gab es erneut ein großes Fischsterben. Der Grund dafür war ein Sauerstoffmangel, der durch die ständige Sonneneinstrahlung, fehlenden Regen und den niedrigen Luftdruck entstanden war. Außerdem kamen durch starken Wind sauerstoffarme Wasserschichten an die Wasseroberfläche. Vom Sterben waren zuerst die empfindlichen Zander, danach auch Hechte, Brachsen und bis zu 15 kg schwere Graskarpfen betroffen. Insgesamt wurden mehrere Tonnen Fischkadaver aus dem Wasser geholt. Nachdem das Fischsterben bekannt geworden war, wurden sofort Pumpen zur Verbesserung des Sauerstoffanteils installiert. Lebende Fische wurden abgefischt und in die Weiße Elster umgesiedelt, da man ein Totalaussterben befürchtete.
Um die Qualität des Wassers langfristig zu verbessern, kommen ab Frühjahr 2012 für die nächsten zehn Jahre drei Tiefenwasserbelüftungsanlagen (TIBEAN) zum Einsatz, mit deren Hilfe dem See Sauerstoff zugeführt werden soll. Dennoch gab es im September 2024 ein erneutes Fischsterben.

## Attraktionen

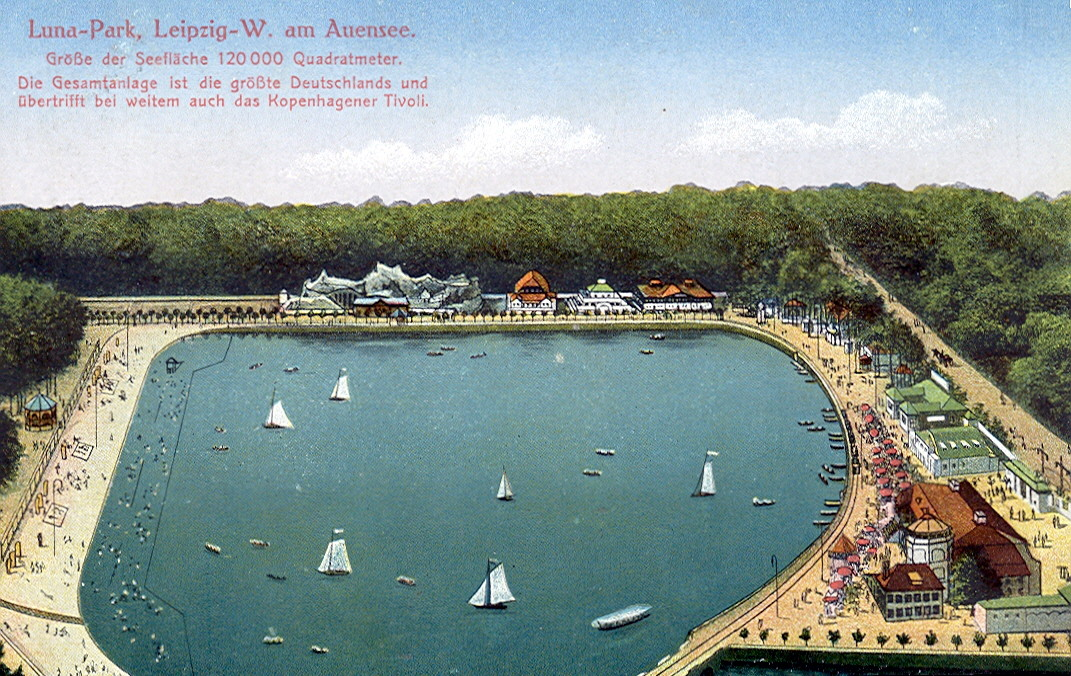
Lunapark (1914)

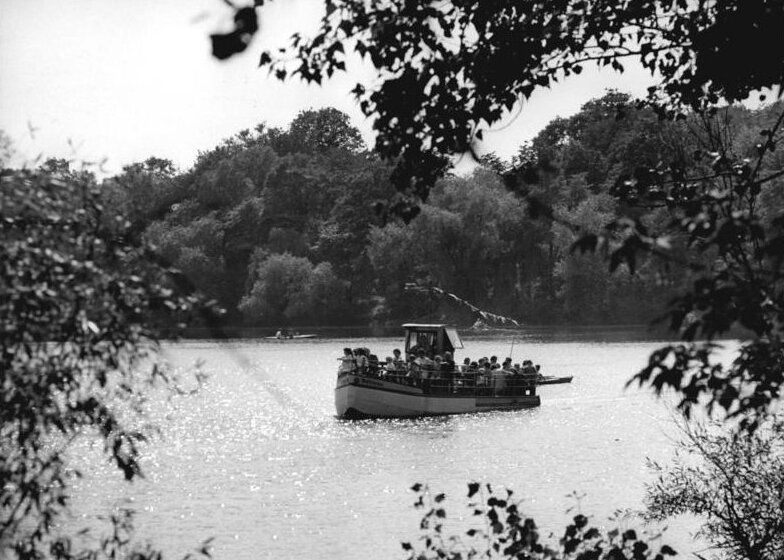
Motorschiff „Weltfrieden“ auf dem Auensee (1965)

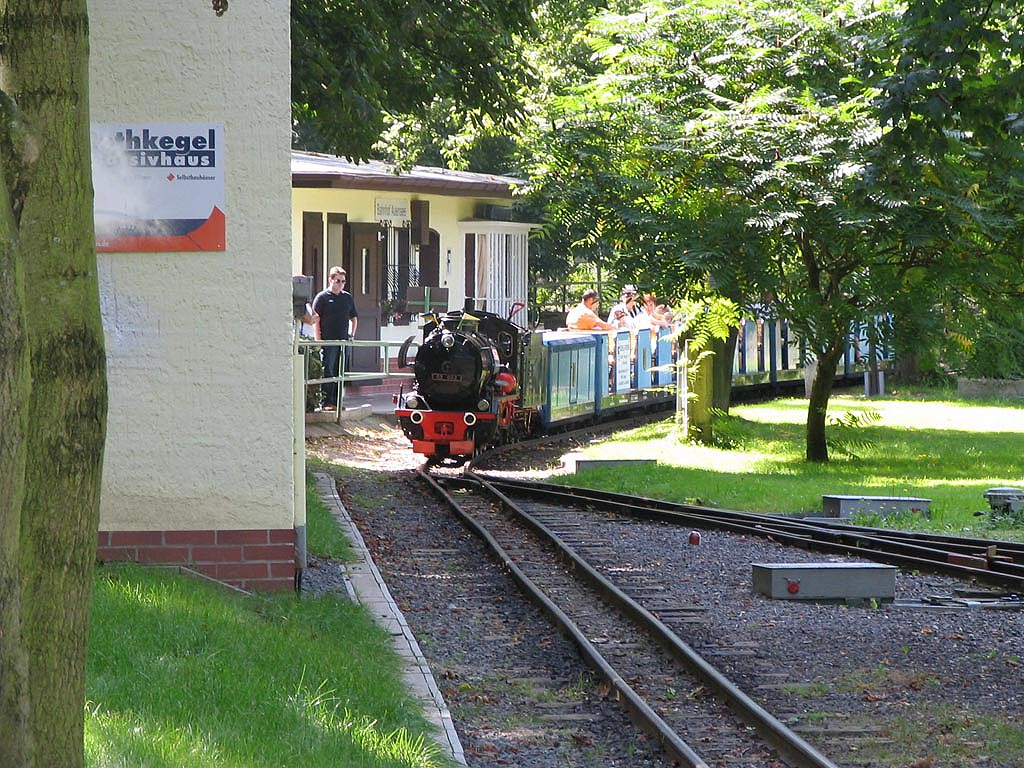
Parkeisenbahn

Im Jahre 1914 entstand hier ein Vergnügungspark, der Luna-Park. Dieser wurde 1931 zwangsversteigert, 1932 stillgelegt und nach 1934 weitgehend abgerissen. Von ihm blieb lediglich das Hauptrestaurant erhalten, welches 1936 in Haus Auensee umbenannt wurde. Es wird heute vor allem für Konzerte genutzt. Bis zum Jahr 2020 erinnerte zudem auch die Auenseebrücke an den Park. Die Brücke überspannte eine Bucht am Nordufer des Sees. Ursprünglich war der Auensee hier über das Hundewasser mit der Weißen Elster verbunden. Der Luna-Express, eine rund um den See verlaufende Kleinbahn, benötigte deshalb eine Brücke. Die Brücke wurde mit Schließung und Abriss des insolventen Luna-Parks sowie mit der Zuschüttung des Hundewassers im Jahr 1934 obsolet, sie war jedoch noch bis Anfang der 80er Jahre begehbar und wurde erst im Jahr 2020 abgerissen.
Rund um den Auensee führt seit 1951 wieder eine Liliputbahn, die Leipziger Parkeisenbahn. Die heutige Bahn wurde bis zur Wende als Pioniereisenbahn betrieben, seit 1990 wird sie als Parkeisenbahn bezeichnet. 
Am See befindet sich ein Boots- und Fahrradverleih.
Nahe dem Auensee, von ihm nur durch die Gustav-Esche-Straße getrennt, befindet sich seit 1969 der Campingplatz Camping & Motel Auensee.

## Sport

### Schwimmsport
Jahrzehntelang wurde der Auensee zum Schwimmen genutzt, auch für Schwimmsport-Veranstaltungen:
So fand am 13. und 14. August 1921 im Auensee das dreißigste Verbandsfest des Deutschen Schwimm-Verbandes statt. Die Veranstaltung war zugleich offizielle Deutsche Schwimmmeisterschaft, organisiert vom Schwimmverein Poseidon im umgestalteten ehemaligen Militärbad. Mit Pontons schuf man ein Becken mit 100-Meter-Bahnen, auch gab es einen hölzernen Sprungturm.
Der für Poseidon startende Herbert Heinrich gewann die 100 Meter in 1:05,2 Minuten, auf der 400-m-Strecke erzielte er den deutschen Rekord im Freistil in 5:38,2 Minuten. Den dritten Meistertitel für Leipzig holte F. Wiesel vom A.S.V. Leipzig im Springen. Die extra errichteten 100-m-Bahnen wurden im Jahr darauf nochmals zu den 1. Deutschen Arbeiter Turn- und Sportfest genutzt.
Die Bürger Leipzigs haben gern diese „Badewanne“ genutzt, zahlreiche Generationen lernten dort das Schwimmen. Wegen der in den 1970er Jahren rapide sinkenden Wasserqualität wurde 1979 ein generelles Badeverbot verhängt und die Badeanstalt abgebrochen.

### Laufsport
Der Auensee ist ein beliebter Treffpunkt für Laufsportler. Von 1980 bis 1990 fand jährlich im April der Auenseemarathon statt, ein Marathon über 4 Runden im Leipziger Auenwald, als zweiter Leipziger Marathonlauf neben dem seit 1977 bestehenden Leipzig-Marathon. Seit 1990 findet im September bzw. (seit 1997) August auf derselben Strecke, aber über 10 Runden, der Leipziger 100-km-Lauf (auch als 100-km-Lauf am Auensee bezeichnet) statt, welcher auch einen 50-km-Laufwettbewerb beinhaltet. Ausrichter ist der Laufclub Auensee e. V. Leipzig, dieser veranstaltet über das Jahr verteilt auch mehrere kürzere Laufwettbewerbe, sowie einen praktisch wöchentlichen Lauftreff für Jedermann am Auensee.

## Varia
- Meadow Lake ist der englischsprachige Begriff für Auensee, und Meadow Lake Music GmbH heißt daher das Plattenlabel von Matthias Winkler, Geschäftsführer der MAWI Konzert GmbH[13] mit dem Haus Auensee als Konzertstätte.[14][15][16]